# Mordfall Elisabeth Käsemann

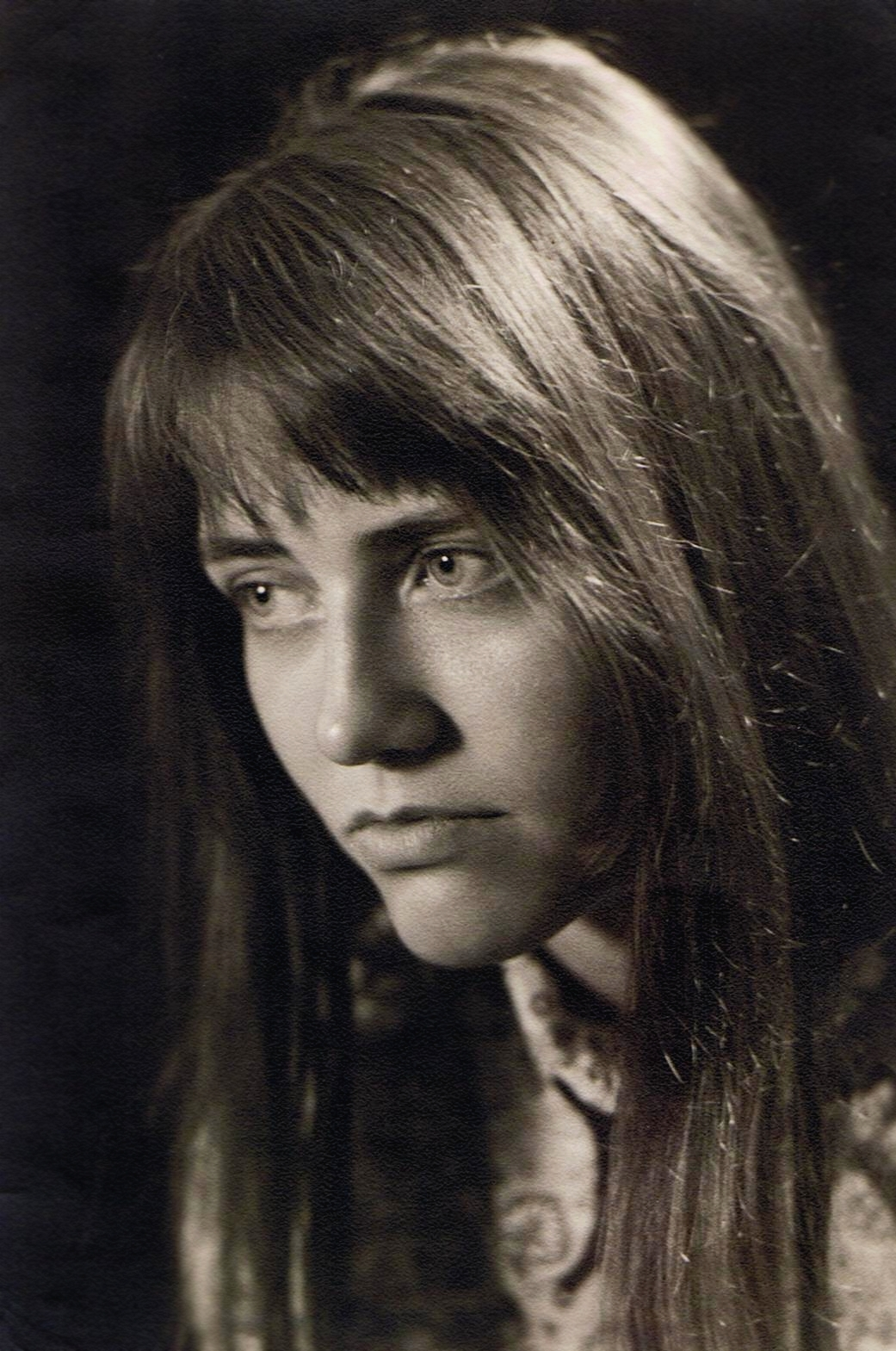
Elisabeth Käsemann

Der Mordfall Elisabeth Käsemann ereignete sich am 24. Mai 1977 in Argentinien. Elisabeth Käsemann, die Tochter des  Theologen Ernst Käsemann, engagierte sich in den 1970er Jahren für soziale Gerechtigkeit in Südamerika. Während der Militärdiktatur in Argentinien wurde sie 1977 entführt, schwer gefoltert und schließlich ermordet. Deutsche Behörden, insbesondere das Auswärtige Amt unter Hans-Dietrich Genscher, unternahmen nichts, um ihr zu helfen. Erst 2011 wurde der Fall in Argentinien aufgearbeitet, während in Deutschland keine politische oder juristische Aufarbeitung stattfand.

## Hergang
Käsemann wurde in der Nacht vom 8. auf den 9. März 1977 in Buenos Aires verhaftet und in das geheime Haft- und Folterlager El Vesubio verschleppt. Ihre Eltern wurden ebenso wie Amnesty International wenige Tage später durch ihre englische Freundin Diana Austin informiert, die einige Tage nach Elisabeth Käsemann ebenfalls verhaftet, aber auf Druck der englischen Regierung wieder freigelassen worden war. Während ihrer Gefangenschaft wurde sie schwer gefoltert.
In der Nacht auf den 24. Mai 1977 wurde sie mit 15 weiteren Gefangenen aus dem Geheimgefängnis El Vesubio zu einem Haus in Monte Grande transportiert, dem Hauptort von Esteban Echeverría im Süden von Groß-Buenos Aires. Dort wurden die Opfer durch Schüsse in Genick und Rücken exekutiert. Ein als Wehrdienstleistender an dem Einsatz beteiligter Soldat sagte im Dezember 2010 bei einer Rekonstruktion der Ereignisse am Tatort im Rahmen des Gerichtsverfahrens gegen acht Verantwortliche als Zeuge aus und gab an, dass auch Militärpersonal in Zivil anwesend gewesen sei.
Am 25. Mai 1977 meldete die Zeitung Clarín den Tod von 16 Terroristen: Sie seien, so die später als falsch entlarvte Nachricht, am 24. Mai 1977 bei einem Feuergefecht mit der Polizei getötet worden. Die beschönigende Darstellung illegaler Exekutionen von Gefangenen als „im Gefecht umgekommen“ war Standard-Praxis der Desinformation des Militärregimes. Ein Feuerwehrhauptmann erklärte 2010 im Vesubio-Prozess, wie er mit seinen Kollegen die 16 Leichen aufgefunden hatte, die anschließend in ein Massengrab auf dem Friedhof von Monte Grande geworfen worden waren. Auf der von den Militärs veröffentlichten Liste der 16 angeblichen Terroristen erschien eine „Isabel Kaserman“, die erst später als Elisabeth Käsemann erkannt wurde.
Für die Überlassung des exhumierten Leichnams zur Überführung nach Deutschland soll Major Carlos Antonio Españadero von Ernst Käsemann 25.000 US-Dollar (damals ca. 100.000 Mark) verlangt und erhalten haben. Der Geheimdienstoffizier Españadero fungierte während der Militärdiktatur unter dem Decknamen „Mayor Peirano“ als Verbindungsmann der Deutschen Botschaft zum Militärregime. Die argentinischen Militärs übergaben den Leichnam Elisabeth Käsemanns der Deutschen Botschaft am 8. Juni 1977. Die spätere Obduktion in Tübingen ergab, dass sie aus nächster Nähe erschossen worden war.

## Rettungsinitiativen
In der Folge des Bekanntwerdens der Verhaftung von Elisabeth Käsemann kam es zu unterschiedlichen Bemühungen, das bedrohte Leben der Deutschen zu retten. Aufgrund der Aussagen von Käsemanns britischer Freundin Diana Austin, die kurz zuvor nach dreitägiger Folterhaft aus Argentinien in die USA ausreisen konnte, startete die Menschenrechtsorganisation Amnesty International im April 1977 eine internationale Öffentlichkeitskampagne, die sich sowohl gegenüber der argentinischen als auch der bundesdeutschen Regierung für eine Freilassung der Inhaftierten einsetzte und für Berichterstattung in den Medien sorgte. Parallel dazu wandte sich ihr Vater Ernst Käsemann bereits im März 1977 mit einem Hilfegesuch an die Deutsche Botschaft in Buenos Aires, auf das er jedoch nur die Antwort erhielt, eine Elisabeth Käsemann sei der Vertretung nicht bekannt. In den folgenden Wochen beteiligte sich die Evangelische Kirche in Deutschland (EKD) über das Referat Menschenrechte des Diakonischen Werks an den Bemühungen um eine Freilassung.
Die am 24. Mai 1977 erfolgte Ermordung Elisabeth Käsemanns war dem Auswärtigen Amt spätestens seit dem 3. Juni bekannt. In der argentinischen Lokalpresse wurde der Name bereits am 2. Juni genannt. Die Information wurde aber zurückgehalten, da sich zu dieser Zeit die deutsche Nationalmannschaft als amtierender Fußballweltmeister mit dem damaligen DFB-Präsidenten Hermann Neuberger zu einem freundschaftlichen PR- und Vorbereitungsspiel für die Fußball-WM 1978 in Argentinien aufhielt. Das Spiel fand am 5. Juni statt und Neuberger, der vor allem mit Unterstützung der südamerikanischen Verbände auch eine einflussreiche Position bei der FIFA eingenommen hatte und sehr gute Kontakte auf dem Halbkontinent pflegte, war aufgrund dessen im Vorfeld von verschiedenen Seiten voll informiert und um Einflussnahme im Fall Käsemann gebeten worden. Neuberger verwies daraufhin auf den Primat des (untätigen) Auswärtigen Amtes, dem er nicht vorgreifen wolle, und verbat sich politische Einflussnahme auf den Sport und das Spiel im Besonderen. Dem „knallharten Neuberger“ (der damalige Nationalspieler Paul Breitner) waren neben seinem persönlichen Status quo auch die wirtschaftlichen Interessen ebenso wichtig wie der Bundesregierung und ihren Vertretern und er nahm diesbezüglich regelmäßig politischen Einfluss: Siemens arbeitete an der Einführung des Farbfernsehens in Argentinien zur Fußball-WM, jeder argentinische Spieler erhielt einen Mercedes-PKW als Geschenk zum Freundschaftsspiel und Neuberger lobte sogar den argentinischen Militärdiktator Jorge Videla öffentlich für sein hartes Durchgreifen. Der damalige DFB-Funktionär Horst R. Schmidt nimmt an, dass es nur „eines Anrufes bedurft hätte, des DFB zu sagen, also: lassen sie die Frau frei“. In Argentinien wurde Neuberger dann von Botschafter Kastl über die Ermordung Käsemanns informiert. Den deutschen Spielern wurde der Fall Käsemann ebenso bewusst verschwiegen, da die DFB-Verantwortlichen offenbar Angst vor Protest von diesen hatten, und sie erfuhren von dem ganzen Komplex erst nach ihrer Rückkehr. Somit wurde die Todesnachricht der Familie Käsemann erst am 6. Juni 1977 übermittelt und dann öffentlich gemacht.
Auf Nachfrage erklärte Bundesaußenminister Hans-Dietrich Genscher später, das Auswärtige Amt habe sich ab Bekanntwerden der Verhaftung „in über 30 verschiedenen Interventionen auf allen in Betracht kommenden Ebenen der argentinischen Verwaltung (...) um Aufklärung bemüht“. Der damalige Botschafter Jörg Kastl gab zwar zunächst an, er habe sich über inoffizielle Kanäle zur Diktatur für die Freilassung von Käsemann eingesetzt („Stille Diplomatie“). Insgesamt ging Kastl dabei zu Gunsten von Käsemann und anderen deutschen Opfern der Diktatur nach Einschätzung des Nürnberger Menschenrechtszentrums „weit über die vorgeschriebene  konsularische Betreuung hinaus.“ Als er aber schließlich politischen Druck durch das Auswärtige Amt erbat, habe dieses abgelehnt. Allerdings erklärte Kastl 2014 wenige Monate vor seinem Tod in einem Interview im Dokumentarfilm Das Mädchen – Was geschah mit Elisabeth K.?: „Die Käsemann überquerte den Schießplatz und geriet in die Schusslinie, so einfach ist das.“ Und unter Bezug auf – allerdings überzogene und unbelegte – damalige Angaben aus US-amerikanischen Quellen: „Sie war erschossen und verscharrt worden, und zwar nicht ganz so ohne Gründe. [Sie] wäre auch bereit gewesen, Bomben zu werfen. [...] Weil sie, wie gesagt, mit recht explosiven Gedanken nach Argentinien gekommen war.“
Damals lebten in Argentinien rund 100.000 deutsche Staatsangehörige, rund 100 von ihnen wurden zu Opfern der Militärdiktatur. Nach Aussagen des Auswärtigen Amts konnte die deutsche Diplomatie in 38 Fällen die Argentinier dazu bewegen, die Inhaftierten freizulassen. Die Rolle der deutschen Außenpolitik und ihrer Akteure im Fall Käsemann und anderen wurde in der Folge zu einem Gegenstand politischer Kontroversen und zeitgeschichtlicher Forschung (siehe eigenen Abschnitt unten).

## Ermittlungen und Prozess
Das von den Eltern der Ermordeten angestrengte Ermittlungsverfahren wurde am 8. Februar 1980 von der Staatsanwaltschaft Tübingen eingestellt, da „weitere Ermittlungsmöglichkeiten angesichts der ablehnenden Haltung der argentinischen Behörden nicht bestehen“. Überlebende Folteropfer der argentinischen Diktatur wie Diana Austin, Elena Alfaro und Ana María di Salvo bezeugten ab 2001 eidesstattlich gegenüber der Staatsanwaltschaft Nürnberg-Fürth, dass Elisabeth Käsemann erst im geheimen Folterzentrum „Campo Palermo“, dann im geheimen Folterzentrum „El Vesubio“ gefangen gehalten, von da zusammen mit 15 anderen Gefangenen nach Monte Grande gebracht und dort hingerichtet worden war. Die gerichtsmedizinische Untersuchung in Tübingen ergab, dass Elisabeth Käsemann durch Schüsse in Genick und Rücken aus unmittelbarer Nähe getötet wurde, was auf eine typische Exekution hinweist.
Im Auftrag der Initiative Koalition gegen Straflosigkeit und der Familienangehörigen erstattete der Freiburger Rechtsanwalt Roland Beckert im Februar 1999 Strafanzeige im Fall Käsemann. Das Amtsgericht Nürnberg erließ am 11. Juli 2001 gegen den früheren argentinischen General Guillermo Suárez Mason wegen des Mordes an Elisabeth Käsemann Haftbefehl. 2003 folgten aus Nürnberg internationale Haftbefehle gegen die Junta-Mitglieder General Jorge Videla und Admiral Emilio Massera. Im Dezember 2009 wurden in Argentinien die Prozesse gegen die Militärs eröffnet. Auch im Fall Käsemann erfolgten Anklagen gegen verschiedene Personen, die 2011 zu lebenslangen Freiheitsstrafen verurteilt wurden. In den Verfahren trat die Bundesrepublik Deutschland als Nebenklägerin auf. Der Mord an Elisabeth Käsemann sollte auch im Verfahren gegen den früheren Junta-Chef Jorge Rafael Videla verhandelt werden. Im Verfahren gegen Jorge Videla wollte die Familie Käsemann als Nebenklägerin auftreten. Jorge Videla verstarb jedoch im Mai 2013 im Gefängnis.
Das Gericht verhängte im Prozess um die das Folterzentrum El Vesubio betreffenden Straftaten am 14. Juli 2011 in erster Instanz gegen zwei der Angeklagten lebenslange Freiheitsstrafen wegen Verbrechen gegen die Menschlichkeit, fünf weitere Angeklagte wurden zu Haftstrafen zwischen 18 und 22 ½ Jahren verurteilt. Das zweitinstanzliche Verfahren, in dem die Bundesrepublik Deutschland erneut als Nebenklägerin auftrat, wurde im November 2011 aufgenommen und endete am 29. Mai 2014 mit der Bestätigung der Verurteilungen durch die Berufungskammer des obersten Strafgerichts.
In einem weiteren Prozess wurden im Dezember 2014 vier weitere Angeklagte – frühere Armeeangehörige – wegen Verbrechen gegen die Menschlichkeit an 204 Häftlingen in El Vesubio, darunter auch Käsemann, zu lebenslanger Haft verurteilt.

## Kontroversen um die Rolle der deutschen Behörden im „Fall Käsemann“
Deutsche Behörden unternahmen nach Ansicht von Ernst Käsemann nichts, um Haft, Folter und Tod seiner Tochter zu beenden bzw. zu verhindern. Käsemann wurde durch diese behördliche Ignoranz in seiner Haltung zur Bundesrepublik schwer erschüttert. Hierzu trug insbesondere das damals von Hans-Dietrich Genscher geleitete Auswärtige Amt bei, das von Ernst Käsemann selbst und anderen Mitgliedern der evangelischen Kirche mehrfach direkt und mit konkreten Anliegen um Hilfe gebeten wurde, und dessen Behördenchef Genscher den ganzen Fall angeblich einzig mit dem laut einem Zeugen gefallenen Satz „Ach, das Mädchen Käsemann“ abtat.
Der damaligen westdeutschen Regierung unter Bundeskanzler Helmut Schmidt und dem dafür zuständigen Außenminister Hans-Dietrich Genscher wurde mehrfach vorgeworfen, dass ihnen die guten wirtschaftlichen Beziehungen zum Argentinien der Junta wichtiger gewesen seien als die Einhaltung der Menschenrechte und die Rettung des Lebens der deutschen Entführten. Neben den relativ bekannten Fällen von Käsemann und des Münchner Studenten Klaus Zieschank wurden weitere rund einhundert Deutsche und Deutschstämmige in den Geheimgefängnissen der Diktatur getötet, von denen es etwa 340 gab. Angehörige von deutschen „Verschwundenen“ erhoben vor allem schwere Vorwürfe gegen die deutsche Botschaft in Buenos Aires unter dem Botschafter Jörg Kastl und gegen das Auswärtige Amt. Es gibt, wie im Fall Käsemann eingehend dokumentiert ist, zahlreiche Hinweise, dass die deutschen Behörden trotz eindringlicher Appelle der Familien wenig unternahmen, um bei den argentinischen Behörden zugunsten der Verhafteten zu intervenieren. Im Fall Käsemann gilt dies als besonders tragisch, da sie zum Zeitpunkt der Eingaben der Familie an die Behörden zwar schwer gefoltert wurde, aber noch lebte. Bis heute setzt sich die Koalition gegen Straflosigkeit für die Strafverfolgung der an Verbrechen an Deutschen beteiligten Täter ein.
In dem ARD-Dokumentarfilm Das Mädchen – Was geschah mit Elisabeth K.? von 2014 wurden damalige Schlüsselpersonen der bundesdeutschen Regierung interviewt. Klaus von Dohnanyi, damals Staatsminister im Auswärtigen Amt, gab dabei erstmals zu, dass die Regierung damals mehr hätte tun können und auch müssen. Staatsministerin Hildegard Hamm-Brücher, die damals das gleiche Amt innehatte, äußerte sich ähnlich. Hamm-Brücher gab später indirekt zu, dass sie mit Verlesen des offiziellen Standpunktes des Auswärtigen Amtes den damaligen Bundestag, die Öffentlichkeit und die Familie Käsemann belogen habe, obwohl Ermittlungen bereits Gegenteiliges zu Käsemann Tods ergeben hatten.
Der argentinische Bundesrichter Daniel Eduardo Rafecas, der sich mit dem Fall beschäftigt hat, meinte: „Hätte sich ein hochrangiger Vertreter Deutschlands an die Militärjunta gewandt mit der Bitte, Elisabeth Käsemann freizulassen, wäre das mit großer Wahrscheinlichkeit geschehen.“ Ein derartiger Anruf fand jedoch nicht statt.
1983 erstatteten Angehörige deutscher „Verschwundener“ Strafanzeige gegen Genscher und Beamte des Auswärtigen Amtes und der Deutschen Botschaft wegen unterlassener Hilfeleistung. Während der verantwortliche Außenminister Genscher durch seine Abgeordnetenimmunität vor einer Strafverfolgung geschützt war, wurde zumindest gegen Beamte des Auswärtigen Amtes und der Deutschen Botschaft ein staatsanwaltschaftliches Ermittlungsverfahren eröffnet. Genscher verweigerte sich bis 2014 jeglicher Aussage gegenüber Ernst Käsemann, seiner Familie, in offiziellen Fragestunden des Deutschen Bundestages und der Öffentlichkeit. 

### Deutscher Botschafter

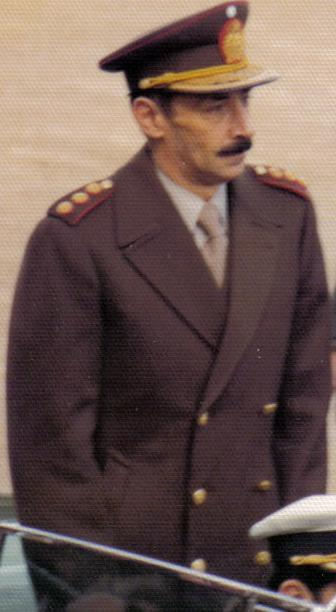
General Jorge Rafael Videla, 1976–1981 Vorsitzender der argentinischen Militärregierung

Deutschlands damaliger Botschafter in Argentinien, Jörg Kastl, rechtfertigte seine Untätigkeit u. a. damit, dass Elisabeth Käsemann der Botschaft, in der sie kurz zuvor ihren Pass verlängern ließ, gar nicht bekannt gewesen sei und man auch nicht den Aufenthaltsort der Entführten gekannt habe. Andererseits gab er der ihm nicht bekannten Käsemann die Schuld an ihrem Schicksal, sie sei „auch bereit gewesen, Bomben zu werfen“ und er hieß das Verhalten der argentinischen Junta für gut, denn „sie war erschossen und verscharrt worden, und zwar nicht ganz so ohne Gründe. Weil sie, wie gesagt, mit recht explosiven Gedanken nach Argentinien gekommen war.“ Obwohl während der Militärdiktatur mindestens 100 Deutsche oder Deutschstämmige entführt und ermordet wurden, ist nicht bekannt, ob Kastl während seiner Amtszeit in Buenos Aires, in der sich mindestens 40 dieser Fälle ereigneten, auch nur einem Opfer zu helfen versucht hat. Und dies, obwohl Kastl nachweislich beste Kontakte zur Militärregierung besaß, einen Verbindungsoffizier der Militärjunta als Sicherheitsbeauftragten innerhalb der Botschaft beschäftigte (was eher unüblich war), er ein Abkommen deutscher Geheimdienste mit dem Militärgeheimdienst forcierte und sich stark für Belange der deutschen Wirtschaft einsetzte – insbesondere die der Rüstungsindustrie, da u. a. die USA ein Waffenembargo gegen die Militärjunta verhängt hatten, und die Bundesrepublik so zum wichtigsten Waffenlieferant der Argentinier wurde. Am 20. Mai 1977, vier Tage vor der Ermordung Käsemanns, erhielt die deutsche Botschaft über einen deutschen Geistlichen in Argentinien, Armin Ihle, die Nachricht, dass Käsemann von der Militärjunta freigekauft werden könnte. Kastl log später, nie etwas davon gehört zu haben, dann sagte er sich widersprechend: „das war in diesem Falle nicht drin“. Das Auswärtige Amt war trotzdem über die Aktivitäten Ihles informiert, schenkte ihm aber keinen Glauben und behauptete später, es habe nie ein echtes Freikaufangebot gegeben. Kastl behauptete gegenüber der Öffentlichkeit bis zu seinem Tod, dass er alles in seiner Macht stehende probiert habe.

### Umstrittene Bewertung von Käsemanns Aktivitäten in Argentinien
Es gibt mehrere unterschiedliche Faktoren, die als Gründe für das mangelnde Engagement deutscher Behörden angeführt wurden. Eric Friedler identifizierte in seinem Dokumentarfilm „Das Mädchen“ den Kontext des die bundesrepublikanische Politik beherrschenden Terrors der Rote Armee Fraktion als ein wichtiges Element, das die Bewertungen beeinflusst haben kann. Dies habe auch die Beurteilung der Betätigung von Käsemann eingeschlossen. Im Film-Interview bilanzierte von Dohnanyi 2014: „Wenn ich heute die Aktenlage sehe, war es falsch, Frau Käsemann in den Kreis der Terroristen zu stellen. Sie war eine friedfertige, sozial engagierte Frau, und man konnte sie auch damals nicht in diesem Kreis vermuten.“

### Konflikt zwischen wirtschaftlichen Interessen und Verteidigung der Menschenrechte
Die argentinische Diktatur hatte bereits zu Beginn ihrer Herrschaft 1976 klargemacht, wie sie gegen die damaligen linksextremen Untergrundbewegungen der Montoneros und der ERP vorgehen würde: So kündigte der General Luciano Benjamín Menéndez – der 2010 in Argentinien erneut zu lebenslanger Haft wegen Verbrechen gegen die Menschlichkeit verurteilt wurde – großangelegte „Säuberungsaktionen“ an und gab bekannt, dass dabei auch der Tod von tausenden völlig Unschuldigen in Kauf genommen werde:

„Wir werden 50.000 Menschen töten müssen. 25.000 Subversive, 20.000 Sympathisanten und wir werden 5.000 Fehler machen.“

Trotz dieser eindeutigen Absichtsbekundung, die zu ähnlichen Äußerungen anderer argentinischer Generäle passte und schnell in die Tat umgesetzt wurde, wurde die Bundesrepublik bald zum größten Waffenlieferanten der argentinischen Diktatur. Dies wurde auch dadurch gefördert, dass US-Präsident Jimmy Carter die amerikanischen Beziehungen zur Militärdiktatur aufgrund eines neuen, stärker an Menschenrechten orientierten außenpolitischen Kurses weitgehend eingefroren hatte.
Die deutsche Menschenrechtsorganisation Koalition gegen Straflosigkeit in Argentinien schrieb zum Verhalten der Bundesregierung gegenüber der Diktatur:

„Ein lukratives Atomgeschäft und Waffenverkäufe in großem Umfang ließen die Politiker und führenden Wirtschaftskräfte in der Bundesrepublik darüber hinwegsehen, dass in Argentinien Menschen „verschwanden“. Mit der Militärdiktatur wurden „freundschaftliche Beziehungen“ gepflegt, um die, teils durch Bundesanleihen abgesicherten, Geschäfte der bundesdeutschen Privatwirtschaft nicht zu gefährden.“

Käsemanns Vater meinte daher nach Erhalt der Todesnachricht seiner Tochter: Ein verkaufter Mercedes wiegt zweifellos mehr als ein Leben. Der Menschenrechtsanwalt Konstantin Thun schrieb zu dem Fall:

„Dieses Beispiel der deutschen Beziehungen zur Militärdiktatur in Argentinien hat exemplarisch gezeigt, dass derartige Beziehungen den Menschen in Argentinien nicht gedient haben, sondern vielmehr zu einer Verschärfung der Verletzung von sozialen und politischen Menschenrechten beigetragen haben. Es wird sich noch zeigen, dass derartige Prioritätensetzung in der Außenpolitik auch den Interessen der Menschen in der Bundesrepublik nicht entspricht.“

### Die Diktatur als zu pflegender „antikommunistischer Verbündeter“
Käsemanns Nichte und Patentochter, die Historikerin Dorothee Weitbrecht, veröffentlichte 2013 eine detaillierte Analyse historischer Dokumente des Auswärtigen Amts mit dem Tenor, dass die weitgehende Nichtbeachtung der Menschenrechte in der Argentinienpolitik der Bundesrepublik absichtsvoll und gewollt gewesen sei – da das Regime als antikommunistischer Verbündeter gegolten habe, den es zu unterstützen galt. Das Schicksal der deutschen Verschwundenen wie Elisabeth Käsemann sei dabei quasi als Störfaktor gesehen worden, der planvoll so weit wie möglich heruntergespielt wurde, um die guten Beziehungen zur Militärjunta nicht zu gefährden.

## Überführung und Obduktionsergebnis
Ernst Käsemann bemühte sich daraufhin mithilfe des Auswärtigen Amtes und der Botschaft, den Leichnam seiner Tochter nach Deutschland zu überführen. Aber erst nachdem er 25.000 US-Dollar an den von Kastl beschäftigten argentinischen Verbindungsoffizier der Militärjunta gezahlt haben soll, wurde der exhumierte Leichnam zur Überführung nach Deutschland freigegeben. Danach wurden Käsemann auch die offiziellen Kosten der deutschen Behörden für Exhumierung und Überführung in Rechnung gestellt.
Botschafter Kastl und das Auswärtige Amt verbreiteten die offizielle Version der argentinischen Militärjunta, dass Käsemann in einem Antiterroreinsatz gegen Rebellen getötet wurde, obwohl allen die Lagerhaft bekannt war. Eine von Ernst Käsemann veranlasste spätere Obduktion in Tübingen belegte, dass auf sie aus nächster Nähe viermal von hinten geschossen worden war, und weitere Ermittlungen ergaben, dass sie gefesselt und mit einer Augenbinde getötet worden war. Bei der Beerdigung machte die Polizei zudem Filmaufnahmen, was bei Ernst Käsemann und seiner Familie den Eindruck verstärkte, dass auch die deutschen Behörden davon ausgegangen waren, seine Tochter sei Terroristin gewesen und das familiäre und freundschaftliche Umfeld verdächtig.

## Dokumentarfilm
In dem im Jahre 2014 erschienenen Dokumentarfilm Das Mädchen – Was geschah mit Elisabeth K.? werden die Versuche Ernst Käsemanns unter anderem durch seinen Sohn Ulrich Käsemann beschrieben – und zudem das Reagieren und vor allem Nicht-Agieren der deutschen Behörden detailliert nachgezeichnet. Im Film bekennt sich der unter Genscher damals als Staatsminister tätige Klaus von Dohnanyi überraschend eindeutig zu seiner durch Untätigkeit verursachten Mitschuld am Tod Elisabeth Käsemanns.